# Скаловитец
Скаловитец е водопад в Източна Рила, близо до хижа Гургулица над вили Костенец. Намира се на едноименната река Скаловитец, която е десен приток на река Рибница. Водопадът е висок около 25 метра и има три стъпала, средното е най-голямо и отвесно. В подножието му са направени пейки, от които посетителите могат да се наслаждават на красотата му. Местен жител от село Костенец е направил водно колело и улей за наливане на вода. Украсяването на реките с миниатюрни водни колела е типично за жителите на Костенец.

## Местоположение
Най-лесно до водопада може да се стигне от хижа Гургулица. Началната табела се намира още на самата хижа. Маркировката е червена и тръгва на изток. След двора на хижата се тръгва надолу по дълга поляна. В долния ̀и край е входът на пътеката в гората. Следвайки пътеката се слиза до река Рибница и се продължава нататък, като се следи маркировката. При моста на река Скаловитец се тръгва по пътека надясно (нагоре) и след пет минути се стига при водопада. Разстоянието от хижа Гургулица дотук се взема за около четиридесет минути.
Друг подход към Скаловитец е с начало село Костенец. Тръгва се на изток към гробищата и след тях се продължава по черен път, който бележи границата между гората вдясно и полето вляво. Някъде на около километър и половина пътят се разделя и вляво е отклонението на местността Кръстите с параклис „Свети Георги Победоносец“, построен в близките 10 – 15 години. Правилният път обаче е десният. След съвсем малко той завива надясно и влиза в долината на Рибница. Там просто се върви по него, на едно място се преминава реката без мост. Отляво и отдясно склоновете са стръмни, има големи сипеи и остатъци от мраморна кариера. По-нататък гората става смесена, повече иглолистна. Върви се по пътя, и не се правят отклонения, ако има такива. Той е и най-утъпкан, така че проблем няма. На едно място има разклон наляво и надясно, левият е за местността Лалчови ниви, но правилният пак е десния. След малко се излиза на поляна с изоставена тухлена къща. След нея пътят леко слиза и най-много след пет минути се минава едно дере. Това е реката на водопада. Там се вижда червената маркировка от хижа Гургулица. Водопадът е на пет минути от тук. Този маршрут отнема около два часа пеша.
Интересна разходка е обиколката на водопада. Тръгва се по десния склон (отляво ако се гледа към водопада отдолу). Склонът е стръмен и хлъзгав поради влагата. Излиза се на скали над него. От там след петнадесет метра спускане в реката се излиза над него и може да се погледне от горе надолу. Гледката си заслужава. Над това място има още един водопад, висок няколко метра. Всъщност Скаловитец е каскада от водопади. Левият склон е по-сух, след кратко изкачване се стига до скалички, от които се открива гледка към долината и полето. Избирайки си внимателно пътя се слиза без пътека в реката под водопада.